# Домінік Зіґфрід Кефіль
Домінік Зіґфрід фон Кефіль (нім. (Dominik Sigfrid von Köfil; 18 червня 1748 — 1809 або 1810) — австрійський правник, доктор права, професор політичних наук, ректор Львівського університету (1793—1794).

## Життєпис
Закінчив Віденський університет, де здобув докторський ступінь з права (1783). Професор політичних наук Савойської лицарської академії у Відні. У 1784 році Кефілю доручили у Львівському університеті очолити новостворену кафедру політичних умінь і австрійського законодавства, яка мала важливе прикладне значення, зокрема для підготовки керівних кадрів для новоствореної австрійської провінції. На кафедрі викладав стиль управління та статистику. Очолював кафедру до 1798 року, а в 1793—1794 академічному році був ректором Львівського університету. З 1791 року — губернський радник. У 1808—1809 році проводив ревізію зборів Кабінету натуральної історії Львівського університету і виявив нестачі. Розпочав роботу над статистичною збіркою Галичини.
Наукові інтереси: педагогіка, нумізматика, історія держави і права Галичини. Діяч масонського руху, оратор ложі «Zur wahren Eintracht» («До справжньої згоди»).

## Автор праць
- «Abhandlung von den Grundsätzen der Münzwissenschaft: mit einer Anwendung auf das deutsche Münzwesen» (Відень, 1770);
- «Treuholds Briefe an Elisen über die einer Dame anständigen Kenntnisse» (Відень, 1782);
- «Systematischer Auszug aus dem für Gallizien bestehenden politischen Gesetze und Verordnungen» (Львів, 1791).